# 독립 소프트웨어 개발 판매 회사
독립 소프트웨어 개발 판매 회사(Independent Software Vendor, ISV)는 소프트웨어 퍼블리셔라고도 하며, 컴퓨터 하드웨어가 아닌 대량 또는 틈새 시장을 위해 설계된 소프트웨어를 만들고 판매하는 데 특화된 조직이다. 이는 이를 사용할 조직에서 개발한 사내 소프트웨어나 단일 특정 제3자를 위해 설계 또는 조정된 맞춤형 소프트웨어와 대조된다. ISV에서 제공하는 소프트웨어는 최종 사용자가 사용하지만 공급업체의 재산으로 남는다.
ISV에서 개발한 소프트웨어 제품은 다양한 용도로 사용된다. 예를 들어 부동산 중개인, 의료 종사자 일정, 바코드 스캐닝, 재고 관리, 도박, 소매, 에너지 탐사, 차량 관리 및 육아 관리 소프트웨어가 있다.
ISV는 하나 이상의 컴퓨터 하드웨어 또는 운영 체제 플랫폼에서 실행되는 소프트웨어 제품을 만들고 판매한다. 마이크로소프트, 아마존 웹 서비스, 시스코 시스템즈, IBM, 휴렛 팩커드, 레드햇, 구글, 오라클, VM웨어, 레노버, 애플, SAP SE, 세일즈포스닷컴, 서비스나우와 같이 플랫폼을 만드는 회사는 종종 특별한 "비즈니스 파트너" 프로그램을 통해 ISV를 장려하고 지원한다. 이러한 프로그램을 통해 플랫폼 제공업체와 ISV는 공동의 강점을 활용하여 증분형 비즈니스 기회로 전환할 수 있다.
독립 소프트웨어 개발 판매 회사는 IT 산업의 주요 그룹 중 하나가 되었으며, 종종 새로운 기술과 솔루션을 보급하는 중계자 역할을 한다.
ISV의 예로는 마이크로소프트, 레드햇, 캐노니컬, 어도비, 오라클이 있다.

## 같이 보기
- 상용 기성품